# Chelonoidis denticulata
Chelonoidis denticulata е вид костенурка от семейство Сухоземни костенурки (Testudinidae). Видът е уязвим и сериозно застрашен от изчезване.

## Разпространение
Разпространен е в Боливия, Бразилия, Венецуела, Гвиана, Еквадор, Колумбия, Перу, Суринам, Тринидад и Тобаго и Френска Гвиана. Внесен е в Доминика.

## Описание
Продължителността им на живот е около 35,2 години.